# 木下正史
木下 正史（きのした まさし、1941年4月6日 - ）は、日本の考古学・歴史学者、東京学芸大学名誉教授。

## 略歴
東京生まれ。1964年東京教育大学文学部卒業。同大学院修士課程修了、奈良国立文化財研究所、同飛鳥藤原宮発掘調査部考古第二調査課長、東京学芸大学教授、2016年定年退任、名誉教授。元日本文化財科学会会長。

## 著書
- 『飛鳥・藤原の都を掘る』吉川弘文館 1993 ISBN　9784642074032
- 『地中からのメッセージ藤原京 よみがえる日本最初の都城』中公新書　2003
- 『飛鳥幻の寺、大官大寺の謎』角川選書 2005
- 『よくわかる古代日本の全体像 知識ゼロから学ぶ日本史の原点』新人物往来社 2011
- 『日本古代の歴史 1 倭国のなりたち』吉川弘文館 2013 ISBN　9784642064675
- 『古代の漏刻と時刻制度 東アジアと日本』吉川弘文館、2020年 ISBN　9784642046572
- 『飛鳥・藤原の歴史と遺産　上 宮都の建設と生活』 吉川弘文館、2025年　ISBN　9784642084703
- 『飛鳥・藤原の歴史と遺産　下 寺院・古墳と社会改革』 吉川弘文館、2025年　ISBN　9784642084710

### 共編著
- 『古代の日本 第10巻　新版 古代資料研究の方法』石上英一共編 角川書店 1993
- 『食べ物の考古学』河野眞知郎,田村晃一,樋泉岳二,堀内秀樹共著 学生社　暮らしの考古学シリーズ　2007
- 『古代の都 1　飛鳥から藤原京へ』佐藤信共編 吉川弘文館 2010 ISBN　9784642062916
- 『飛鳥史跡事典』編 吉川弘文館 2016 ISBN　9784642082907
- 『ここまでわかった飛鳥・藤原京 倭国から日本へ』豊島直博共編 吉川弘文館 2016 ISBN　9784642082983

## 論文
- <木下正史